# Kaori Nagamine
Kaori Nagamine (長峯 かおり, Nagamine Kaori, Kodaira, 3 juni 1968) is een Japans voormalig voetbalster.

## Carrière
Nagamine speelde voor onder meer Reggiana Refrattari Zambelli.
Zij nam met het Japans vrouwenvoetbalelftal deel aan de wereldkampioenschappen in 1991. Japan werd uitgeschakeld in de groepsfase met Brazilië, Zweden en de Verenigde Staten. Daar stond zij opgesteld in alle drie de wedstrijden van Japan. Zij nam met het Japans vrouwenelftal deel aan de wereldkampioenschappen in 1995. Zij speelde op het WK 1995 twee wedstrijden tegen Duitsland en Zweden. Japan werd uitgeschakeld in de eerste knock-outronde door de Verenigde Staten.

## Statistieken
| Japans vrouwenvoetbalelftal | Japans vrouwenvoetbalelftal | Japans vrouwenvoetbalelftal |
| Jaar                        | Wed.                        | Dlp.                        |
| --------------------------- | --------------------------- | --------------------------- |
| 1984                        | 1                           | 0                           |
| 1985                        | 0                           | 0                           |
| 1986                        | 13                          | 12                          |
| 1987                        | 4                           | 1                           |
| 1988                        | 3                           | 1                           |
| 1989                        | 10                          | 13                          |
| 1990                        | 6                           | 7                           |
| 1991                        | 12                          | 5                           |
| 1992                        | 0                           | 0                           |
| 1993                        | 4                           | 5                           |
| 1994                        | 5                           | 2                           |
| 1995                        | 5                           | 2                           |
| 1996                        | 1                           | 0                           |
| Totaal                      | 64                          | 48                          |